# Prowadź mnie ulico vol. 7 & 8
Prowadź mnie ulico vol. 7 & 8 – album muzyczny zawierający utwory różnych wykonawców związanych z wytwórnią Jimmy Jazz Records wydany w 2021 r. na dwóch płytach kompaktowych. Była to siódma publikacja w ramach serii albumów wydawanych pod tytułem Prowadź mnie ulico. Zawierała zestawienie utworów różnych wykonawców, które znalazły się na ich albumach wydanych przez tę wytwórnię w latach 2014-2021 oraz utwory niepublikowane. Na płycie CD1 znalazły się 24 utwory, a na płycie CD2 zamieszczono ich 23. Pod względem prezentowanej twórczości były to utwory z takich nurtów muzycznych jak punk rock, ska i nowa fala.

## Historia
W latach 2004–2008 wytwórnia Jimmy Jazz Records wydawała regularnie serię albumów kompilacyjnych zawierających wybrane utwory różnych zespołów zawarte na wydawanych przez tę wytwórnię albumach z określonego okresu czasu oraz kompozycje niepublikowane, pod wspólnym tytułem „Prowadź mnie ulico”. Były to następujące albumy: „Prowadź mnie ulico vol. 1” (2004 r.), „Prowadź mnie ulico vol. 2” (2005 r.), „Prowadź mnie ulico vol. 3” (2006 r.), „Prowadź mnie ulico vol. 4” (2007 r.) oraz „Prowadź mnie ulico vol. 5” (2008 r.). Po tym ostatnim z wymienionych wydawnictw, nastąpiła kilkuletnia przerwa, a kolejna publikacja w tej serii została wydana 2014 r. Otrzymała ona konsekwentnie tytuł „Prowadź mnie ulico vol. 6”. Po szóstym albumie po kolejnych kilku latach wydano w 2021 r. w ramach serii siódmą publikację, która zamieszczona została na dwóch płytach kompaktowych. Każda z płyt otrzymała odrębny numer, a całość zatytułowano „Prowadź mnie ulico vol. 7 & 8”. W albumie zawarto zestaw 47 utworów, które były wydane na płytach Jimmy Jazz Records w latach 2014-2021.

## Album
Album „Prowadź mnie ulico vol. 7 & 8” został zamieszczony na dwóch płytach kompaktowych. W albumie zamieszczono 47 utwory muzyczne różnych wykonawców, przy czym na płycie CD1 jest ich 24 a na płycie CD2 jest ich 23. W ramach katalogu wytwórni Jimmy Jazz Record album ma przypisane oznaczenie JAZZ 213. Płyty zostały umieszczone w opakowaniu typu „jewel case”.

## Muzyka i wykonawcy
Muzyka zaprezentowana w ramach albumu należy do kilku gatunków muzycznych generalnie określanych jako przynależnych do sceny alternatywnej, niezależnej. Pośród nich dominuje punk rock w różnych jego odmianach. Z innych gatunków muzycznych należy wymienić takie jak ska i nowa fala. W albumie zamieszczono utwory siedemnastu wykonawców. Są to następujące zespoły: 747, Bladysolo, Cztery Kilo Obywatela, Karcer, Kolaboranci, Las Melinas, Marne Szanse, Non Nerviam, Oi Brygada, Podwórkowi Chuligani, Qulturka, Rewizja, Stompers, The Bastard, Tora Tora Tora, Ukraina, Zbeer.

## Utwory
| CD  | Lp | Wykonawca              | Tytuł                         | czas (min:sek) |
| --- | -- | ---------------------- | ----------------------------- | -------------- |
| CD1 | 1  | 747                    | Podniesiemy krzyk             | 2:30           |
| CD1 | 2  | REWIZJA                | Bóg tak chciał                | 2:03           |
| CD1 | 3  | KARCER                 | Świnie                        | 3:33           |
| CD1 | 4  | QULTURKA               | Zimno, ciemno                 | 3:17           |
| CD1 | 5  | KOLABORANCI            | Gdzie jesteś ty?              | 3:01           |
| CD1 | 6  | THE BASTARD            | Chory świat                   | 2:57           |
| CD1 | 7  | Oi BRYGADA             | Jasiek                        | 3:07           |
| CD1 | 8  | NON NERVIAM            | Dom woskowych twarzy          | 4:34           |
| CD1 | 9  | UKRAINA                | Chyba Cię Kocham              | 2:16           |
| CD1 | 10 | 747                    | Miłość ze starych zdjęć       | 2:09           |
| CD1 | 11 | CZTERY KILO OBYWATELA  | Hejter                        | 4:07           |
| CD1 | 12 | KARCER                 | Niewoda                       | 3:13           |
| CD1 | 13 | UKRAINA                | Nuda                          | 2:40           |
| CD1 | 14 | KOLABORANCI            | Głupota                       | 2:42           |
| CD1 | 15 | 747                    | Z kości i krwi                | 2:40           |
| CD1 | 16 | CZTERY KILO OBYWATELA  | Ożeniłem się                  | 3:39           |
| CD1 | 17 | Oi BRYGADA             | Pod ziemią                    | 3:09           |
| CD1 | 18 | REWIZJA                | Wolność słowa                 | 2:53           |
| CD1 | 19 | QULTURKA               | M.K.                          | 3:16           |
| CD1 | 20 | 747                    | Jeden za wszystkich           | 2:14           |
| CD1 | 21 | THE BASTARD            | Krew na garniturach           | 3:33           |
| CD1 | 22 | NON SERVIAM            | Target                        | 3:54           |
| CD1 | 23 | UKRAINA                | Polska mafia                  | 1:10           |
| CD1 | 24 | 747                    | Kiedys inaczej wyglądał świat | 2:03           |
| CD2 | 1  | TORA TORA TORA         | Tora Tora Tora                | 2:26           |
| CD2 | 2  | REWIZJA                | Bunt                          | 2:42           |
| CD2 | 3  | PODWÓRKOWI CHULIGANI   | Antysystem                    | 2:18           |
| CD2 | 4  | UKRAINA                | Mój strach                    | 2:45           |
| CD2 | 5  | MARNE SZANSE           | Plaże Santa Monica            | 3:13           |
| CD2 | 6  | STOMPERS               | Bo-ska                        | 3:29           |
| CD2 | 7  | LAS MELINAS            | Korony                        | 3:41           |
| CD2 | 8  | BLADYSOLO              | Dzielnica                     | 2:17           |
| CD2 | 9  | UKRAINA (feat. Siczka) | Moje oczy                     | 2:49           |
| CD2 | 10 | PODWÓRKOWI CHULIGANI   | Okno na świat                 | 2:46           |
| CD2 | 11 | LAS MELINAS            | Sponsoring                    | 4:13           |
| CD2 | 12 | ZBEER                  | Czekam                        | 2:32           |
| CD2 | 13 | UKRAINA                | Pan polityk                   | 2:33           |
| CD2 | 14 | MARNE SZANSE           | Każdy ma opinię               | 2:28           |
| CD2 | 15 | TORA TORA TORA         | Czego chcesz?                 | 2:45           |
| CD2 | 16 | ZBEER                  | Taki właśnie jestem           | 2:17           |
| CD2 | 17 | STOMPERS               | Stomp                         | 3:17           |
| CD2 | 18 | REWIZJA                | Z perspektywy krawężnika      | 2:50           |
| CD2 | 19 | PODWÓRKOWI CHULIGANI   | Profity                       | 2:30           |
| CD2 | 20 | BLADYSOLO              | Wstań i walcz                 | 3:32           |
| CD2 | 21 | MARNE SZANSE           | Trudno zachować klasę         | 1:57           |
| CD2 | 22 | LAS MELINAS            | Ferajna                       | 3:17           |
| CD2 | 23 | TORA TORA TORA         | Drzwi                         | 3:21           |

## Odbiór
Ze względu na fakt, że wydanie tego albumu nastąpiło kilka lat od wydania poprzedniej części publikacji, wydawca miał zebrany duży zasób materiału, którego stylistyka jest jednoznacznie kojarzona z wytwórnią Jimmy Jazz Records. Jak deklaruje sam wydawca w czasie tych lat działo się wiele ciekawych rzeczy w ramach sceny będącej jego zainteresowaniem i stąd zaistniała potrzeba wydania albumu, który sam w sobie stanowi podsumowanie zarówno kilku kolejnych lat jego działalności jak i zespołów, które zdecydowały się na współpracę z tą wytwórnią.